# Judith Sans
Judith Sans (født 31. marts 1994 i Barcelona) er en spansk håndboldspiller, som spiller for FC Midtjylland Håndbold og Spaniens håndboldlandshold.
I december 2017 skiftede hun fra BM Bera Bera i Spanien til FC Midtjylland Håndbold i Danmark.
Hun deltog under EM i håndbold 2016 i Sverige.